# EDGE Technologies
Edge is een internationale vastgoedontwikkelaar. Het hoofdkantoor zetelt in Amsterdam en het bedrijf heeft anno maart 2024 ongeveer 130 werknemers in dienst, verdeeld over kantoren in Nederland, Duitsland en het Verenigd Koninkrijk.

## Geschiedenis
Oprichter Coen van Oostrom kocht zijn eerste pand al tijdens zijn studententijd, waarna hij in 1997 OVG Real Estate oprichtte. In de eerste jaren was zijn bedrijf vooral actief in vastgoed dat betrekking had op winkelcentra en kantoorgebouwen. Hij realiseerde zich al snel dat duurzaamheid een belangrijke rol zou gaan spelen in de vastgoedmarkt en opende in 2007 het eerste energieneutrale kantoorgebouw ter wereld, het Las Palmas-gebouw in Rotterdam. De opening was in bijzijn van toenmalig koningin Beatrix. In de jaren erna volgden nog enkele bekende ontwikkelingen, zoals De Maastoren, De Rotterdam en The Edge.
OVG Real Estate verplaatste haar bedrijfsactiviteiten in 2015 grotendeels van Rotterdam naar Amsterdam. Enkele jaren later werd de naam gewijzigd in EDGE Technologies en kort daarna in Edge. Sindsdien legt het bedrijf zich nog meer toe op het (her)ontwikkelen van gebouwen die energieneutraal of -positief worden gemaakt en worden voorzien van sensoren, die bijvoorbeeld luchtvochtigheid, temperatuur, CO2-gehalte en lichtsterkte meten en deze aanpassen aan de bezetting van het gebouw en het tijdstip op de dag. Zo ontwikkelde het onder andere The Valley, bekend van de hangende tuinen en het rots-achtige design, en de hoofdkantoren van ABN AMRO, ING, Triodos Bank en DSM.
In het najaar van 2020 breidde het bedrijf uit met twee nieuwe divisies: EDGE Next (vastgoedtechnologie) en EDGE Workspaces (gebouwbeheer en kantoorverhuur). De eerste twee Workspaces-locaties werden geopend in Amsterdam en Berlijn. Op 3 februari 2022 werd bekend dat Van Oostrom een minderheidsbelang in Edge had verkocht aan de Australische investeringsbank Macquarie Group.
| Ontwikkelingen van Edge/OVG | Ontwikkelingen van Edge/OVG        | Ontwikkelingen van Edge/OVG | Ontwikkelingen van Edge/OVG | Ontwikkelingen van Edge/OVG                                     | Ontwikkelingen van Edge/OVG                      | Ontwikkelingen van Edge/OVG |
| Ontwikkeling                | Locatie                            | m2                          | Oplevering                  | Architect(en)                                                   | Huurders o.a.                                    | Opmerkingen                 |
| --------------------------- | ---------------------------------- | --------------------------- | --------------------------- | --------------------------------------------------------------- | ------------------------------------------------ | --------------------------- |
| ABN AMRO Foppingadreef      | Amsterdam, Nederland               | 98.000                      | 2027 (Gepland)              | Broekbakema                                                     | ABN AMRO                                         |                             |
| Asics                       | Hoofddorp, Nederland               | 5.444                       | 2011                        | Cepezed                                                         | ASICS                                            |                             |
| Danone Innovation Centre    | Utrecht, Nederland                 | 20.000                      | 2013                        | Cepezed                                                         | Danone                                           |                             |
| De Maastoren                | Rotterdam, Nederland               | 44.809                      | 2009                        | Dam & Partners Architecten                                      | AKD en Deloitte                                  |                             |
| De Rotterdam                | Rotterdam, Nederland               | 160.000                     | 2013                        | OMA                                                             | Gemeente Rotterdam, MediaMarkt en nhow Rotterdam |                             |
| DSM-Firmenich Hoofdkantoor  | Maastricht, Nederland              | 7.850                       | 2024                        | Broekbakema                                                     | DSM-Firmenich                                    |                             |
| EDGE Amsterdam West         | Amsterdam, Nederland               | 60.000                      | 2021                        | De Architekten Cie.                                             | Alliander, APG Groep en Signify                  |                             |
| EDGE Coolsingel Rotterdam   | Rotterdam, Nederland               | 23.885                      | 2026 (Gepland)              | NUDUS                                                           | Algemeen Dagblad                                 | EDGE Workspaces-locatie     |
| EDGE East Side              | Berlijn, Duitsland                 | 80.500                      | 2024                        | Bjarke Ingels Group                                             | Amazon                                           |                             |
| EDGE Eindhoven              | Eindhoven, Nederland               | 43.000                      | 2026 (Gepland)              | MVSA Architects, ZUS Landscape Architects                       | AKD en Deloitte                                  | EDGE Workspaces-locatie     |
| EDGE ElbSide                | Hamburg, Duitsland                 | 23.930                      | 2024                        | Behnisch Architekten                                            | Vattenfall                                       |                             |
| EDGE Grand Central          | Berlijn, Duitsland                 | 22.800                      | 2020                        | Bolwin Wulf Architekten                                         | Oracle en Scout24                                | EDGE Workspaces-locatie     |
| EDGE HafenCity              | Hamburg, Duitsland                 | 25.600                      | 2024                        | HENN Architekten                                                | Fieldfisher en Veolia                            | EDGE Workspaces-locatie     |
| EDGE Liverpool Street       | London, Engeland                   | 480.000                     |                             | AHMM                                                            |                                                  |                             |
| EDGE London Bridge          | Londen, Verenigd Koninkrijk        | 400.000                     | 2026 (Gepland)              | Pilbrow & Partners                                              |                                                  |                             |
| EDGE Olympic                | Amsterdam, Nederland               | 12.367                      | 2018                        | De Architekten Cie.                                             | Accenture, EDGE Technologies en Organon          | EDGE Workspaces-locatie     |
| EDGE Shaftesbury Avenue     | London, Engeland                   | 250.000                     |                             | DSDHA                                                           |                                                  |                             |
| EDGE Stadium                | Amsterdam, Nederland               | 29.000                      | 2023                        | atelier PRO                                                     | Salesforce                                       | EDGE Workspaces-locatie     |
| EDGE Suedkreuz              | Berlijn, Duitsland                 | 32.000                      | 2022                        | Tchoban Voss                                                    | Vattenfall                                       |                             |
| Eneco                       | Rotterdam, Nederland               | 29.000                      | 2011                        | Dam & Partners Architecten                                      | Eneco                                            |                             |
| Fellenoord 15               | Eindhoven, Nederland               | 32.000                      | 2020                        | UNStudio                                                        |                                                  |                             |
| HumboldtHafenEins           | Berlijn, Duitsland                 | 30.000                      | 2015                        | KSP Jürgen Engel Architekten                                    | PricewaterhouseCoopers                           |                             |
| ING Bijlmerdreef            | Amsterdam, Nederland               | 39.000                      | 2019                        | Benthem Crouwel Architecten, HofmanDujardin, Powerhouse Company | ING                                              |                             |
| Las Palmas                  | Rotterdam, Nederland               | 22.269                      | 2007                        | Benthem Crouwel Architecten                                     |                                                  |                             |
| M_Eins                      | Berlijn, Duitsland                 | 17.857                      | 2016                        | KSP Jürgen Engel Architekten                                    | Zalando                                          |                             |
| MM25                        | Rotterdam, Nederland               | 16.000                      | 2018                        | Van Dam & Partners Architecten                                  | Coca-Cola en CroonWolter&Dros                    |                             |
| New Tide                    | Rotterdam, Nederland               | 16.000                      | 2016                        | Cepezed                                                         | Nationale Politie                                |                             |
| Oopen                       | Utrecht, Nederland                 |                             |                             | Heatherwick Studio, NUDUS                                       |                                                  |                             |
| Rabobank Eindhoven          | Eindhoven, Nederland               | 28.000                      | 2017                        | UNStudio                                                        | Rabobank                                         |                             |
| SPARK                       | Amsterdam, Nederland               | 13.000                      | 2017                        | Powerhouse Architects                                           |                                                  |                             |
| The Edge                    | Amsterdam, Nederland               | 40.000                      | 2014                        | PLP Architecture                                                | AKD en Deloitte                                  |                             |
| The Pulse                   | Amsterdam, Nederland               | 58.000                      | 2024                        | MVSA Architects, VMX Architects                                 | BCG                                              |                             |
| The Valley                  | Amsterdam, Nederland               | 75.000                      | 2021                        | MVRDV                                                           | IK Investment Partners en Ysquare                |                             |
| TNT                         | Hoofddorp, Nederland               | 17.257                      | 2011                        | Paul de Ruiter Architecten                                      | TNT                                              |                             |
| Triodos, De Reehorst        | Driebergen, Nederland              | 12.994                      | 2019                        | RAU Architecten, Ex Interiors                                   | Triodos Bank                                     |                             |
| Unilever VS HQ              | Englewood Cliffs, Verenigde Staten | 325.000                     | 2018                        | Perkins + Will                                                  | Unilever                                         |                             |
| 10 World Trade              | Boston, Verenigde Staten           | 54.000                      | 2025 (Gepland)              | Pilbrow & Partners                                              |                                                  |                             |